# أسرة أولدنبورغ
أسرة أولدنبورغ أسرة نبيلة من ألمانيا الشمالية، وإحدى أكثر العائلات المالكة الأوروبية تأثيراً. أصبحت أسرة أولدينبيرغ مـَلـَـكيـّين باختيار كريستيان الأول كونت أولدنبورغ ملكاً للدنمارك في سنة 1448، ومنذ ذلك الحين فصاعداً صارت أسرة أولدينبيرغ الأسرة الحاكمة الدانماركية. تولى الملك كريستيان الأول أيضاً ملك النرويج سنة 1450.
أدت زيجات أسرة أولدينبيرغ القروسطية لأن يكونوا وريثي عدة ممالك إسكندنافية. في القرن الرابع عشر، لزواج حفيدين لكل من فالديمار الأول ملك السويد وإريك الرابع ملك الدنمارك، بدأ أسرة أولدينبيرغ يطالبون بعرشي السويد والدنمارك من عام 1350.
في ذلك الوقت، وكانت المنافسة ورثة مارغريت الأولى ملك الدنمارك. في القرن الخامس عشر، وتزوج ولي العهد أولدينبيرغ هدفيش هولشتاين، يوفيميا السويد والنرويج المنحدرة من سلالة من إريك الخامس من الدنمارك. كما نسل تقع في أعلى شجرة العائلة وصلت إلى طريق مسدود، أصبح الابن كريستيان الأول ملكا على ممالك اتحاد كالمار الثلاثة. كانت عائلة مكلينبورغ المنافس الرئيسي في الخلافة على العروش الشمالية. عدة فروع من سلالة أولدينبيرغ سادت في مختلف البلدان، كما هو مبين في القائمة.
القائمة الدقيقة لحكام دولة أولدينبيرغ توجد بمقالة أولدينبيرغ (دولة).

## التاريخ
- خط الرئيسية 
  1. ملوك الدنمارك (1448- 1863)
  2. ملوك النرويج (1450- 1814)
  3. ملوك السويد (1457- 1464، 1497- 1501 و1520- 1521)
  4. دوقات شليسفيش وكونتات هولشتاين (1460- 1544)
  5. دوقات شليسفيش وهولشتاين ان الجزء الوحيد من المقاطعة (1544- 1721/ 1773)
  6. دوقات شليسفيش (1721 -- 1863) (حكام لكامل المنطقة)
  7. دوقات هولشتاين (1773- 1863) (حكام لكامل المنطقة)

  - شليسفيش - هولشتاين - غوتورف
    1. دوقات غوتورف-هولشتاين (1544- 1739)

    - هولشتاين - غوتورب - رومانوف (درج على تسميتهم رومانوف ).
      1. دوقات هولشتاين - غوتورف (1739-1773)
      2. قياصرة روسيا (1762 و1796-1917)

    - هولشتاين - غوتورب (الفرع السويدي)، انقرض.
      1. ملوك السويد (1751-1818)
      2. ملوك النرويج (1814-1818)

    - هولشتاين - غوتورب (ملوك أولدنبورغ)
      1. دوقات ثم غراندوقات أولدينبيرغ (1773-1918)

  - شليسفيش - هولشتاين - سوندربورغ - أوغوستنبورغ، انقرض.
    1. دوقات شليسفيش هولشتاين في سنة 1863

  - شليسفيش - هولشتاين - سوندربورغ - غلوكسبورغ
    - ملوك الدانمرك من سنة 1863
      1. ملوك النرويج من سنة 1905
      2. ملوك اليونان (1863- 1924 و1935- 1973)